# يوزف كلاوس
جوزيف كلاوس (بالألمانية: Josef Klaus) (وُلد في 15 أغسطس 1910 – وتوفي في 25 يوليو 2001)، سياسي نمساوي، ينتمي إلى حزب الشعب النمساوي المحافظ. شغل عدة مناصب سياسية بارزة، حيث كان حاكم ولاية سالزبورغ (لاندسهاوبتمان) من عام 1949 حتى 1961، ثم تولى وزارة المالية من 1961 إلى 1963، وأخيرًا شغل منصب مستشار النمسا من عام 1964 حتى 1970.

## روابط خارجية
- يوزف كلاوس على موقع مونزينجر (الألمانية)